# Pubàlgia
La pubàlgia, pubàlgia atlètica, hèrnia de l'esportista o hèrnia de l'esport, engonal de Gilmore o mal d'engonal, és el dolor de pubis. El terme es refereix a diversos processos patològics diferents que es localitzen al nivell del pubis.
- Pubàlgia de l'esportista:[4] és una tendinitis d'algun dels nombrosos músculs abdominals que acaben en una làmina fibrosa (la línia alba, el recte major de l'abdomen, l'oblic major de l'abdomen...) o de la cuixa (adductor, abductor, ..) que s'introdueixen a la zona ilio-pubiana. Aquesta inflamació és deguda a una activació repetida i traumatitzant del tendó involucrat (en els futbolistes, per exemple, resulten freqüentment afectats els adductors).[5]
- Osteïtis pubiana: afecció de la símfisi pubiana o inflamació (periosti en l'os) de la zona ilio-pubiana.
- Fractura de la zona ilio-pubiana després d'un cop directe o accident (en adults).

## Causes
Aquesta patologia pot ser deguda principalment a dos tipus de factors:
- Factors intrínsecs: tenen relació amb algunes característiques específiques de cada persona amb relació a la seva anatomia. Entre aquests es troben:

1. Músculs adductors del maluc 
 Quan aquesta musculatura fa punt fix en el fèmur, tiben del pubis i separen el coxal provocant dolor.
2. Múscul recte major de l'abdomen 
 La pubàlgia d'abdominals es produeix quan el múscul recte tiba fortament cap amunt del pubis, que de forma bilateral, produeix una retroversió pelviana. De vegades, potser una part del recte (dret o esquerre) es contregui més que l'altra, produint un esbós inferior de la símfisi púbica.
3. Os coxal 
 Si un ilíac va molt a anteversió i l'altre a retroversió de la pelvis, es provoca una rotació de la símfisi pubiana produint la pubàlgia. Si a més els ísquiums se separen molt, el pubis es comprimeix i també produiria dolor.
4. Os sacre 
 Si el sacre es verticalitza excessivament separa ambdós ilíacs i dirigeix tota la tensió cap a la zona anterior del pubis. En cas contrari, quan el sacre s'horitzontalitza els ilíacs s'acosten per la part posterior i separa el pubis per davant.

- Factors extrínsecs: poden ser deguts a diverses causes com ara: microtraumatismes repetits, sobrecàrregues musculars, superfícies inadequades, ús d'anabòlics, o infiltracions.